# Ramon Miller
Ramon Salomon Miller (Nassau, 17 febbraio 1987) è un velocista bahamense, specializzato nei 400 metri piani.
Ha vinto due medaglie olimpiche: una medaglia d'oro ai Giochi olimpici di Londra 2012 nella staffetta 4×400 metri maschile e una medaglia d'argento a Pechino 2008 sempre nella gara della staffetta 4×400 metri maschile, in questo caso come riserva.

## Palmarès
| Anno | Manifestazione          | Sede        | Evento      | Risultato  | Prestazione | Note                                     |
| ---- | ----------------------- | ----------- | ----------- | ---------- | ----------- | ---------------------------------------- |
| 2008 | Campionati CAC          | Cali        | 4×400 m     | Argento    | 3'02"48     |                                          |
| 2008 | Giochi olimpici         | Pechino     | 4×400 m     | Argento    | 2'58"03     |                                          |
| 2009 | Campionati CAC          | L'Avana     | 4×400 m     | 4º         | 3'05"00     |                                          |
| 2009 | Mondiali                | Berlino     | 400 m piani | Semifinale | 44"99       | Miglior prestazione personale            |
| 2009 | Mondiali                | Berlino     | 4×400 m     | Batteria   | dq          |                                          |
| 2010 | Giochi del Commonwealth | Delhi       | 400 m piani | Bronzo     | 45"55       | Miglior prestazione personale stagionale |
| 2010 | Giochi del Commonwealth | Delhi       | 4×400 m     | 4º         | 3'04"35     |                                          |
| 2011 | Campionati CAC          | Mayagüez    | 400 m piani | Argento    | 45"56       |                                          |
| 2011 | Campionati CAC          | Mayagüez    | 4×400 m     | Oro        | 3'01"33     |                                          |
| 2011 | Mondiali                | Taegu       | 400 m piani | Semifinale | 45"88       |                                          |
| 2011 | Mondiali                | Taegu       | 4×400 m     | Batteria   | 3'01"54     |                                          |
| 2011 | Giochi panamericani     | Guadalajara | 400 m piani | Bronzo     | 45"01       | Miglior prestazione personale stagionale |
| 2012 | Giochi olimpici         | Londra      | 400 m piani | Semifinale | 45"11       |                                          |
| 2012 | Giochi olimpici         | Londra      | 4×400 m     | Oro        | 2'56"72     | Record nazionale                         |
| 2013 | Mondiali                | Mosca       | 400 m piani | Batteria   | 47"53       |                                          |
| 2014 | Mondiali indoor         | Sopot       | 4×400 m     | Batteria   | 3'09"79     |                                          |
| 2014 | World Relays            | Nassau      | 4×400 m     | Argento    | 2'57"59     |                                          |
| 2015 | World Relays            | Nassau      | 4×400 m     | Argento    | 2'58"61     | Miglior prestazione personale stagionale |
| 2015 | Giochi panamericani     | Toronto     | 400 m piani | Semifinale | 48"54       |                                          |
| 2015 | Campionati NACAC        | San José    | 4×400 m     | Argento    | 3'00"53     |                                          |
| 2015 | Mondiali                | Pechino     | 4×400 m     | Batteria   | dq          |                                          |
| 2017 | Mondiali                | Londra      | 4×400 m     | Batteria   | 3'03"04     | Miglior prestazione personale stagionale |
| 2018 | Giochi del Commonwealth | Gold Coast  | 4×400 m     | Argento    | 3'01"92     |                                          |